# Заболев, Юрий Вадимович
Ю́рий Вади́мович За́болев (род. 28 мая 1954, Якутск, Якутская АССР) — российский политический деятель, глава администрации муниципального образования «Городской округ «Город Якутск» с 2 декабря 2007 год по 23 декабря 2011 года. Член партии «Единая Россия».

## Биография
Родился 28 мая 1954 года в Якутске. В 1974 году окончил Рижское лётно-техническое училище гражданской авиации, в 1982 году Киевский институт инженеров гражданской авиации. В 1989 окончил Хабаровскую Высшую партийную школу, в 2007 году — Российскую Академию Государственной службы при Президенте Российской Федерации по специальности «Государственное и муниципальное управление». Работал в Якутском управлении гражданской авиации МГА СССР, затем стал заместителем командира лётного отряда Нюрбинского ОАО. Работал в Якутском городском комитете, позднее — в Октябрьском районном комитете Коммунистической партии Советского Союза. Проходил государственную гражданскую службу в администрации первого Президента Республики Саха (Якутия) Михаила Николаева в качестве заместителя руководителя администрации президента. С 1991 по 1994 годы Заболев работал заместителем начальника Управления строительства «Вилюйгэсстрой», а с 1994 по 1997 годы — главным инженером АООТ/ОАО «Якутск-Лада». В 1997 году принял должность заместителя генерального директора ОАО «Якутский гормолзавод», а позднее принял руководство организацией. Указом Президента Республики Саха (Якутия) в 1998 году Юрию Вадимовичу Заболеву вручили почётное звание «Заслуженный работник народного хозяйства Республики Саха (Якутия)».
В 2003 году был избран народным депутатом Государственного Собрания (Ил Тумэн) Республики Саха (Якутия) по Туймадинскому избирательному округу и стал первым заместителем председателя «Ил Тумэна». 2 декабря 2007 года на выборах глав муниципальных образований был избран главой администрации муниципального образования «Городской округ «Город Якутск». В декабре 2012 Заболев подал в отставку с должности главы Якутска, в связи с назначением первым заместителем постоянного представителя Республики Саха (Якутии) в Москве.

## Награды
- Почётное звание «Заслуженный работник народного хозяйства Республики Саха (Якутия)»
- Почётный знак «Заслуги перед Якутском»[3]
- Почётный Знак «370 лет Якутия с Россией»